# メイチダイ属
メイチダイ属 (学名：Gymnocranius) は、フエフキダイ科の下位分類群の1つ。インド洋と西太平洋に分布する。

## 分類と名称
1870年にドイツの動物学者であるカール・ベンジャミン・クランツィンガーによって初めて属として提唱され、その唯一の種は Dentex rivulatus であった。D. rivulatus は1938年、エドゥアルト・リュッペルによってジッダから得られたタイプ標本をもとに記載されたが、後に1830年にアシル・ヴァランシエンヌがセーシェルから記載したサザナミダイのシノニムであると判明した。ヨコシマクロダイ亜科に分類されることもあるが、『Fishes of the World』第5版ではフエフキダイ科に亜科を認めていない。従来スズキ目に分類されていたが、『Fishes of the World』第5版では、タイ目に分類されている。属名は「裸の頭蓋骨」を意味し、頭頂部に鱗が無いことに由来する。

## 下位分類
11種が分類され、複数の未記載種も知られている。
- Gymnocranius audleyi J. D. Ogilby, 1916 (Collar Seabream)
- Gymnocranius elongatus Senta, 1973 オナガメイチダイ (Forktail large-eye bream)
- Gymnocranius euanus (Günther, 1879) シロダイ (Japanese large-eye bream)
- Gymnocranius frenatus Bleeker, 1873 (Yellowsnout large-eye bream)
- Gymnocranius grandoculis (Valenciennes, 1830) サザナミダイ (Robinson's Seabream)
- Gymnocranius griseus (Temminck & Schlegel, 1843) メイチダイ (Grey Sea bream)
- Gymnocranius microdon (Bleeker, 1851) ナガメイチ (Blue-spotted Seabream)
- Gymnocranius obesus W. J. Chen, Miki & Borsa, 2017 ツキノワメイチダイ (Obese large-eye bream)
- Gymnocranius oblongus Borsa, Béarez & W. J. Chen, 2010 (Oblong large-eye bream)
- Gymnocranius satoi Borsa, Béarez, Paijo & W. J. Chen, 2013 タマメイチ (Sato's large-eye bream)
- Gymnocranius superciliosus Borsa, Béarez, Paijo & W. J. Chen, 2013 ヒキマユメイチ (Eyebrowed large-eye bream)

## 分布と生息地
東アフリカを含むインド洋から太平洋西部および中部までのインド-西太平洋に分布する。水深10 - 80メートルの沿岸部の砂地や礫地に生息し、一部の種は沖合でも見られる。

## 形態
体は側扁した楕円形で、眼の前の輪郭は凸状で、吻は急に傾斜している。成魚はうなじに骨の隆起があり、目の上部が隆起する場合がある。背鰭は連続した一基で、10棘と10軟条から成り、臀鰭は3棘と10軟条から成る。胸鰭は14条から成る。頬には3 - 6 列の鱗が並ぶ。胸鰭基部に鱗は無い。両顎の側面の外側列には犬歯のような歯と剛毛のような歯がある。上顎骨の外表面は滑らか。尾鰭は二叉し、体色はほとんどが銀色で、いくつかの斑点が入る。最大種はサザナミダイで、全長は 80センチメートルに達し、その他の種は最大でも全長35 - 45センチメートルである。

## 生態
通常単独で行動するが、メイチダイは群れを作る。底生無脊椎動物を捕食する。